# Jana Pavlíková
Jana Pavlíková (Brno, 23 maggio 1972) è un'ex cestista ceca, fino al 1992 cecoslovacca.

## Carriera
Con la Rep. Ceca ha disputato i Campionati europei del 1997.